# Siwan
Siwan (hebr: סיון) – dziewiąty miesiąc żydowskiego kalendarza cywilnego, a trzeci kalendarza religijnego. Przypada na miesiące maj-czerwiec w kalendarzu gregoriańskim. Liczy 30 dni. Na miesiąc siwan przypadają następujące wydarzenia religijne:
- 6-7 siwan – Szawuot (Święto Tygodni)